# Malsburg-Marzell
Malsburg-Marzell ist eine im Zuge der Gemeindereform in Baden-Württemberg 1974 aus den Altgemeinden Malsburg und Marzell neu gebildete Gemeinde im Landkreis Lörrach in Baden-Württemberg.

## Geografie

### Geografische Lage
Die Doppelgemeinde Malsburg-Marzell liegt im Oberen Kandertal im südwestlichen Schwarzwald. Das Gemeindegebiet erstreckt sich über eine Höhenlage von 429 Meter über NN bis zum 1165 Meter hohen Blauen (auch Hochblauen) und ist zu mehr als 70 % von Wald bedeckt. Im Nordosten ist die Gemeinde über den Passübergang Lipple mit dem Kleinen Wiesental verbunden.
Im Gemeindegebiet südöstlich des Hochblauen liegt die vermutlich höchstgelegene Burgstelle Baden-Württembergs, Burg Stockburg.

### Nachbargemeinden

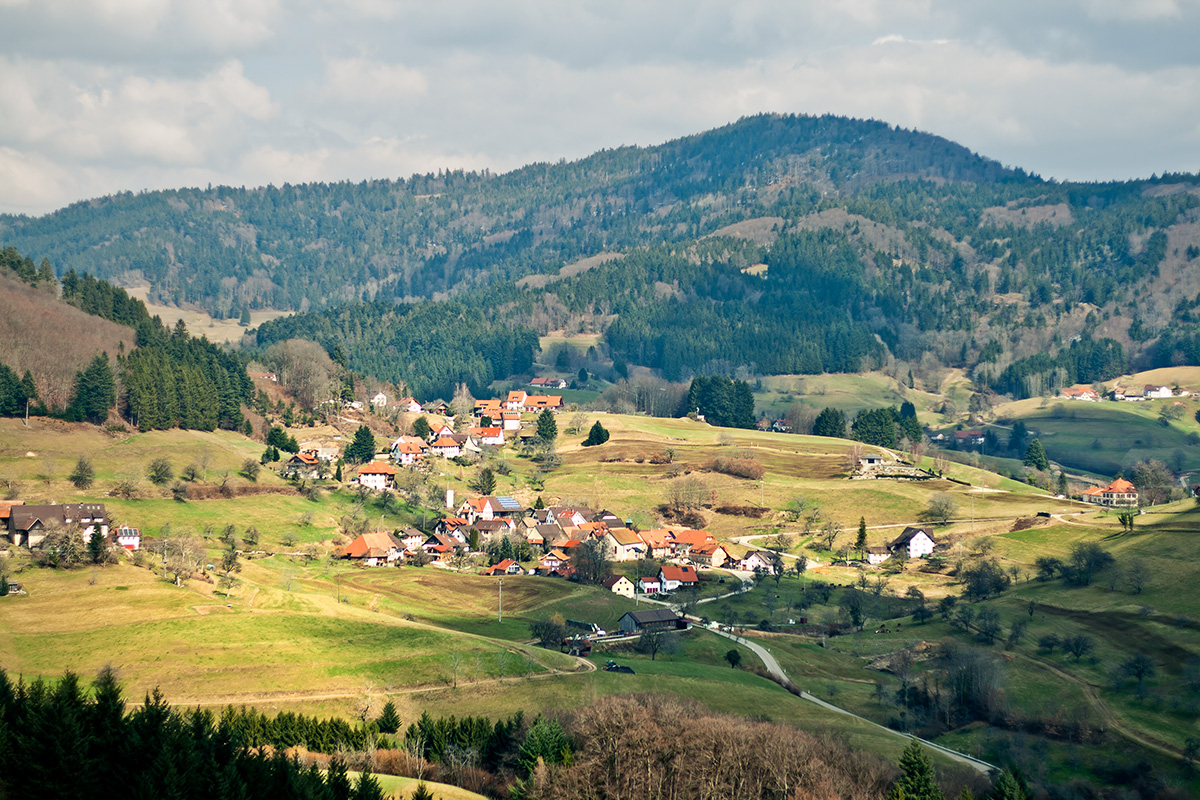
Vogelbach, gesehen von der Ruine Sausenburg

| Obereggenen (Ortsteil von Schliengen) | Badenweiler                                 | Niederweiler (Ortsteil von Müllheim)  |
| Obereggenen (Ortsteil von Schliengen) | Kompassrose, die auf Nachbargemeinden zeigt | Wies (Ortsteil von Kleines Wiesental) |
| Sitzenkirch (Ortsteil von Kandern)    | Kandern                                     | Endenburg (Ortsteil von Steinen)      |

### Gemeindegliederung

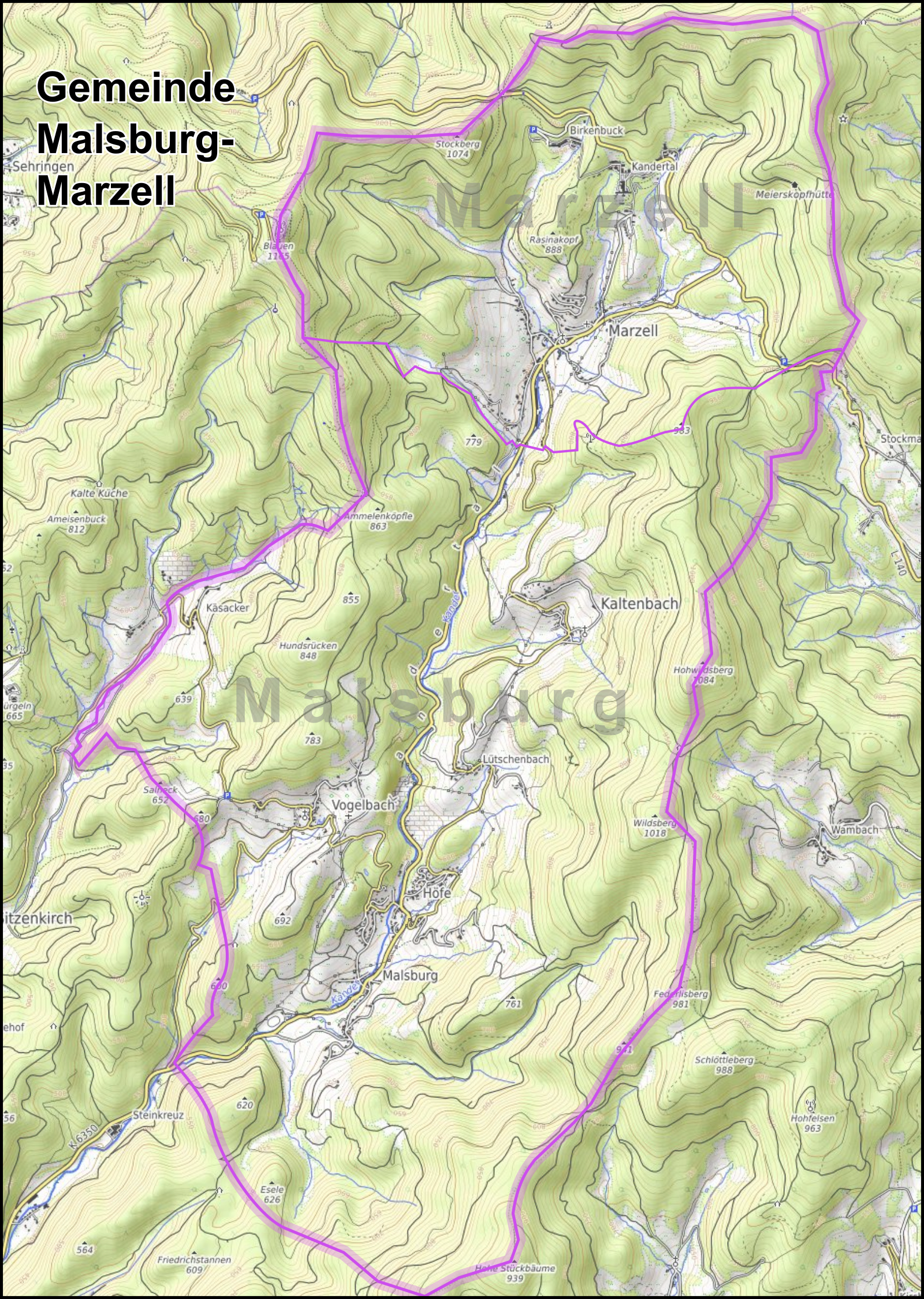
Karte von Malsburg-Marzell

Die Hauptsatzung der Gemeinde enthält keine Gemeindegliederung. Auf der Homepage der Gemeinde sind sieben Ortsteile genannt: Malsburg, Marzell, Reha-Fachkliniken, Vogelbach, Kaltenbach, Lütschenbach und Käsacker.
Im Detail besteht die Gemeinde Malsburg-Marzell aus den beiden ehemaligen Gemeinden Malsburg und Marzell.
- Zur ehemaligen Gemeinde Malsburg gehörten die Dörfer Malsburg und
  - Kaltenbach,
  - Lütschenbach[5]
  - Vogelbach mit
    - Käsacker[6]

  - Höfe[7] mit den darin aufgegangenen Ortschaften
    - Edenbach[8]
    - Lausbühl[9]
    - Tantenmühle[10]
    - Wüstung Burgberg[11][12]

- Zur ehemaligen Gemeinde Marzell gehörten das Dorf Marzell und die
  - Siedlungen Friedrichsheim und Luisenheim.[13] (Heute Reha-Fachkliniken)

## Geschichte
Die älteste bekannte Nennung von Marzell datiert von Jahre 1152, Malsburg im Jahre 1301. Ältester Ortsteil ist jedoch Kaltenbach, das bereits 1095 erwähnt wurde und der Stammsitz der Herren von Kaltenbach war. 
Es wird angenommen, dass das ganze obere Kandertal unter Kontrolle der Herren von Kaltenbach war und von diesen durch Schenkung an das Kloster St. Blasien kam. Durch einen Tausch erlangten die Markgrafen von Hachberg-Sausenberg 1232 die Niedergerichtsbarkeit. Vermutlich aus der Zähringer-Erbschaft verfügten sie bereits über die Landeshoheit und Hochgerichtsrechte. Das Kloster St. Blasien blieb jedoch bis 1803 der bedeutendste Grundbesitzer.
Die Orte gehörten politisch zur Landgrafschaft Sausenberg, die 1503 von den Markgrafen von Hachberg-Sausenberg an die Markgrafen von Baden kam und im weiteren Verlauf der Geschichte das Schicksal der Markgrafschaft Baden-Durlach und dessen Oberamt Rötteln teilte.
Nach der Auflösung des Oberamts Rötteln 1809 kamen Malsburg und Marzell zum neuen Bezirksamt Kandern und nach dessen Auflösung 1819 zum Bezirksamt Müllheim, dem späteren Landkreis Müllheim bis zu dessen Auflösung am 1. Januar 1973.
Mit der Eröffnung der Talstraße von Kandern nach Marzell am 9. September 1875 verbesserten sich die wirtschaftlichen Chancen des oberen Kandertals. Ohne diese Straßenverbindung wäre die Entwicklung der Granitsteinbrüche und der Kliniken nicht möglich gewesen.
Aufgrund der Gemeindereform entstand am 1. Januar 1974 die Gemeinde Malsburg-Marzell aus den vorher selbständigen Gemeinden Malsburg und Marzell.

### Burgstellen
Burg Stockburg ⊙ auf dem 1074,4 m ü. NN hohen Bergkegel des Stockberges ist die höchste Burgstelle in Baden-Württemberg und wird bezüglich der Höhenlage in Deutschland nur noch von der Burg Falkenstein (Pfronten) übertroffen. „Die Burgstelle datiert im Wesentlichen ins 12. Jahrhundert“. Urkundliche Nachweise über die Entstehungszeit und die Bauherren fehlen. Aufgrund der archäologischen Datierung ins 12. Jahrhundert wird die Burg den Herren von Kaltenbach zugeschrieben. In der älteren Literatur teilweise geäußerte Vermutungen über eine frühere römische oder der Latènezeit zuzuordnende Nutzung der Burgstelle konnten durch archäologische Untersuchungen nicht bestätigt werden.
Das Gewann Burgberg ⊙ in der Gemarkung des Weilers Vogelbach wird als Hinweis auf einen Adelssitz gedeutet um den sich der Weiler entwickelt hat.
Nördlich des Weilers Kaltenbach soll sich die Stammburg der Herren von Kaltenbach auf dem Waldebnetköpfle befunden haben.

### Das Markgräfler Bermudadreieck
Im Bergland um Malsburg-Marzell stürzten seit 1944 vier Luftfahrzeuge ab, wobei es sechs Todesopfer gab.
1944

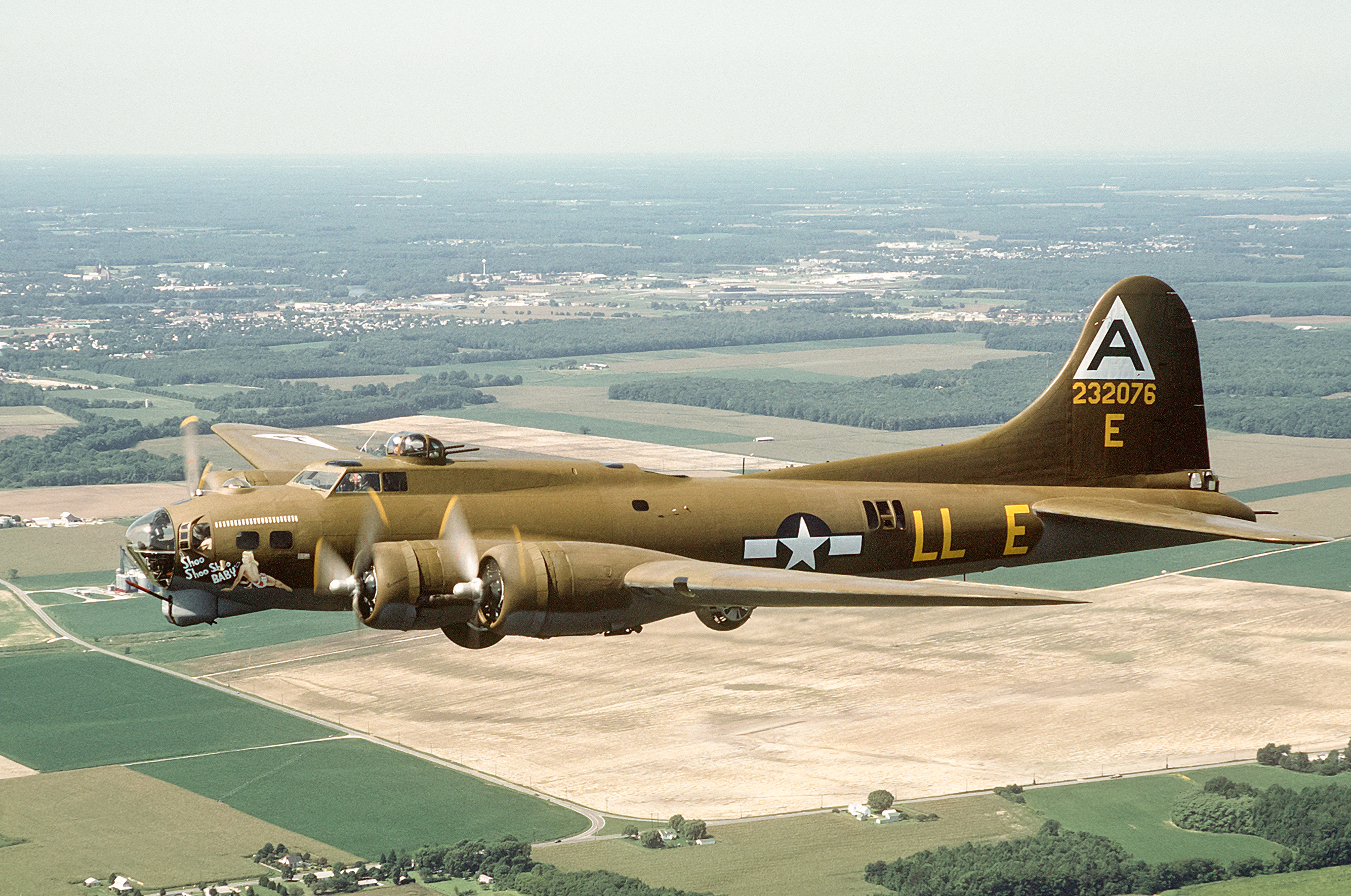
Restaurierte B-17G

Der Bomber Flying Fortress II, Boeing B-17G, Nr. 337 599 der 8. United States Army Air Forces (USAAF) startete am 5. September 1944 vom Heimatflughafen bei Thetford (RAF Knettishall) in England, um mit 217 anderen Bombern nach Stuttgart zu fliegen, wo insbesondere die Produktionsanlagen von Daimler Benz in Untertürkheim angegriffen wurden, da man dort die Herstellung von Düsenantrieben vermutete. Der Bomber erhielt von der deutschen Flak einen kopfgroßen Treffer in der linken Leitwerktragfläche und verließ den Bomberverband um in dem bereits von den Alliierten besetzten Teil Frankreichs einen Notflughafen anzusteuern. Die Maschine wurde zuletzt über den Vogesen westlich Straßburg in einer Flughöhe von über 3000 Metern gesehen. Die neun Besatzungsmitglieder sprangen ab und landeten unverletzt zwischen dem Col du Bonhomme und Gérardmer. Die Maschine flog mit Autopilot weiter nach Südosten und zerschellte auf Gemarkung Malsburg am 5. September 1944 um 11.51 Uhr unterhalb und westlich des Gipfels der Hohen Stückbäume. ⊙
1964
Am 4. Mai 1964 stürzte am Hochblauen bei Regen und starker Bewölkung ein Hubschrauber der französischen Luftwaffe, der in Bremgarten stationiert war am Hochblauen hart an der Gemarkungsgrenze von Marzell und nahe am Gipfel ab, wobei zwei Unteroffiziere ums Leben kamen.⊙ An der Straße ist kurz vor dem Gipfel ein Gedenkstein aufgestellt worden.
1971
Am 21. Februar 1971 starteten Günter Grünzner und Eberhard Fäßler aus Schwäbisch Gmünd mit einer Cessna 172 (Skyhawk) vom Flugplatz Heubach der Firma Triumph, die ihren deutschen Firmensitz in Heubach hat. Es wird angenommen, dass ihr Ziel Basel war. Gegen 12 Uhr mittags beobachteten Bewohner von Malsburg die Sportmaschine, die aus Südwesten kommend Richtung der nebelverhangenen Berghänge flog und bemerkten, dass der Motor stotterte. Es wird angenommen, dass die Maschine in Basel keine Landegenehmigung erhielt und Warteschleifen drehen musste. Am 1018 Meter hohen Wildsberg (am Westhang des Lütschenbacher Gleichen) (⊙) oberhalb Lütschenbach stürzte die Maschine ab. Nahe der Unfallstelle wurde eine Gedenktafel aufgestellt.
1978
Der Bürgermeister von Montbéliard, Abgeordneter der französischen Nationalversammlung sowie ehemaliger Bildungsminister, André Boulloche, befand sich am 16. März 1978 auf der Rückkehr von einer Wahlkampfreise auf dem Anflug auf den Flughafen Basel-Mülhausen als der Funkkontakt plötzlich abriss. Erst am folgenden Tag konnten Hilfstrupps die Leichen von André Boulloche und seinem Piloten Renaud Mary im Nikolauswald nahe beim Hexenplatz (zwischen Vogelbach und Hochblauen) finden. Beim Hexenplatz erinnert ein Gedenkstein an die Unfallopfer.⊙

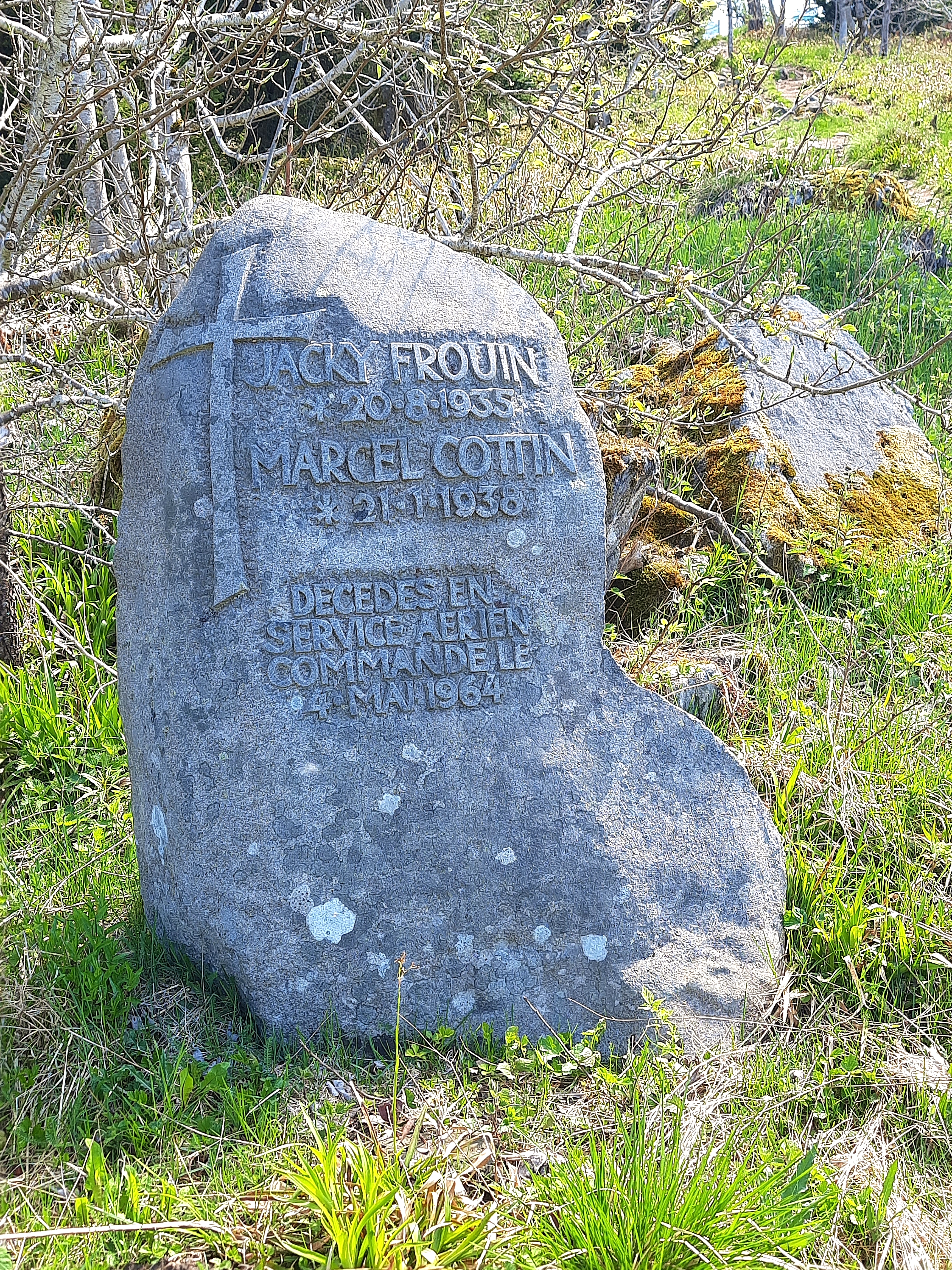
Gedenkstein für Jacky Frouin und Marcel Cottin († 1964).
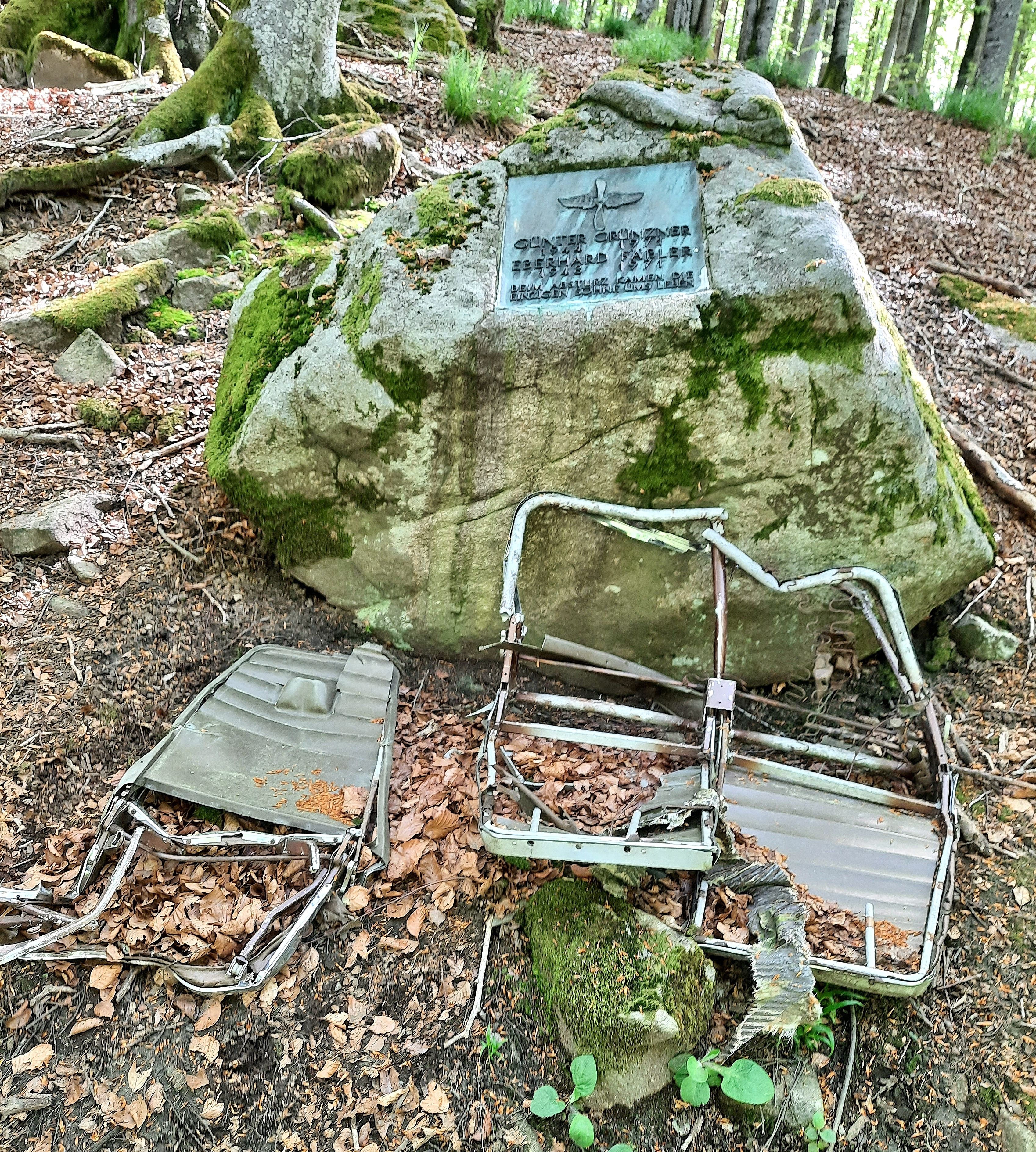
Gedenkstein für Günter Grünzner und Eberhard Fäßler († 1971).
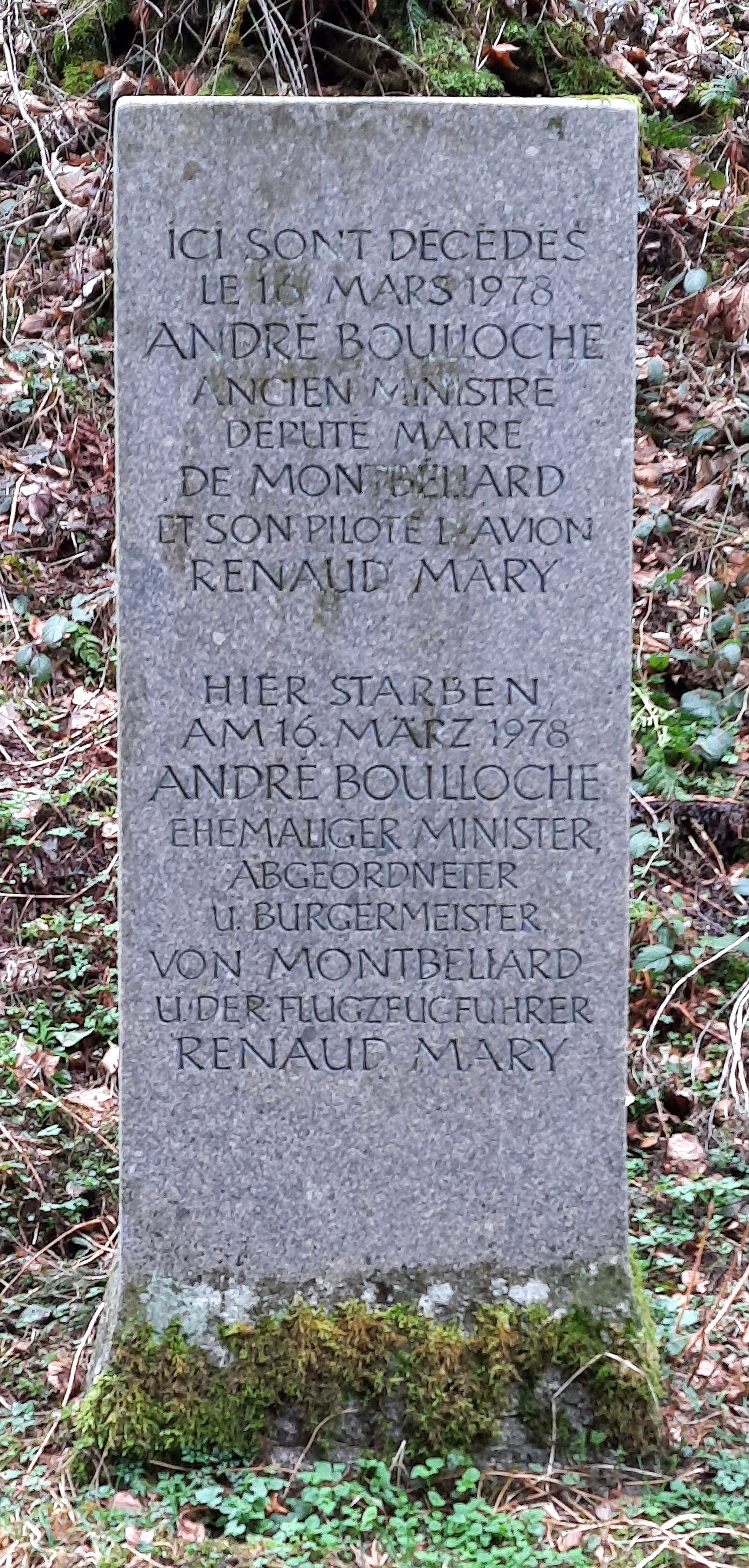
Gedenkstein für André Boulloche und seinen Piloten Renaud Mary († 1978).

### Geschichte der Kliniken

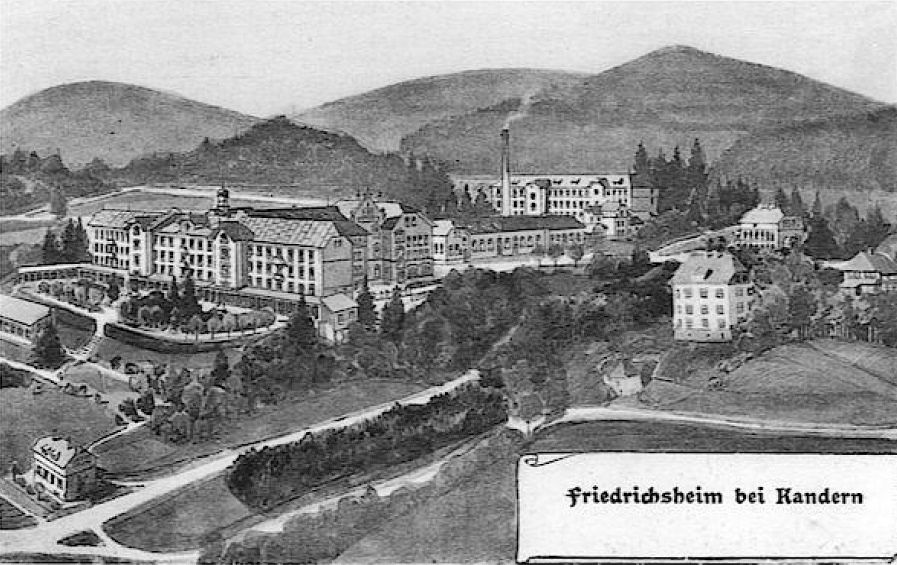
Friedrichsheim – Lithografie von 1910

„In Baden, wo die Lungentuberkulose verhältnismäßig stark vertreten war, übernahm die Landesversicherungsanstalt Baden bereits in den 1890er Jahren eine Vorreiterrolle in der Bekämpfung dieser Krankheit.“
1896 suchte der Lungenfacharzt Karl Turban im Auftrag der Landesversicherungsanstalt Baden einen Standort für ein Sanatorium für männliche Tuberkulosekranke. Er empfahl den Birkenbuck oberhalb von Marzell und die Einweihung des Baues konnte bereits am 13. November 1899 erfolgen, wobei dieser nach dem damaligen badischen Großherzog Friedrichsheim benannt wurde. Es war die erste Lungenheilanstalt der Großherzoglich badischen Versicherungsanstalt und Großherzog Friedrich I. nahm an der Einweihung teil. Bei der Eröffnung hatte das Friedrichsheim 45 Krankenzimmer mit 111 Betten, wobei Erweiterungsbauten mit 50 Betten bereits vorgesehen waren.
Bereits am 30. Oktober 1905 wurde nahebei auch eine Lungenheilanstalt für Frauen eingeweiht, die nach der Großherzogin Luise Luisenheim benannt wurde. Der Vorsitzende der Landesversicherungsanstalt, Anton Rasina, hielt die Einweihungsrede und die Großherzogin war als Gast zugegen.
Friedrichs- und Luisenheim wurden als wirtschaftliche Einheit geführt und waren weitgehend autark. Neben eigener Wasser-, Strom- und Wärmeversorgung gab es im Areal ein Fernwärmenetz und eine biologische Kläranlage. Es gab auch eine eigene Wäscherei, Bäckerei, sowie ein Inhalatorium und die Sputavernichtung erfolgte durch Verbrennung. Das Luisenheim hatte eine Kapazität von 134 Krankenbetten. Die beiden Heime sind durch eine Anhöhe getrennt und für den Verbindungsweg wurde ein Tunnel angelegt. Die früher Hörnlekopf benannte Anhöhe wurde 1905 zu Ehren von Anton Rasina in Rasinahöhe umbenannt.
Von 1945 bis 1950 waren die Kliniken von den französischen Besatzungstruppen beschlagnahmt, die das Friedrichsheim unter dem Namen Tunisie und das Luisenheim unter der Bezeichnung Bir Hakim führten. Nach einer grundlegenden Sanierung und Modernisierung eröffnete die Landesversicherungsanstalt (LVA) Baden die Kliniken im Juli 1951 wieder, wobei der damalige badische Staatspräsident Leo Wohleb anwesend war. 1971 wurden das Friedrichsheim in Fachklinik Kandertal und das Luisenheim in Fachklinik am Blauen umbenannt.
Aufgrund der stark rückläufigen Tuberkulosefälle und neuer Behandlungsmethoden, stellten die Kliniken 1985 die Tuberkulosebehandlung ein. Nach umfangreichen Renovierungs- und Ausbauarbeiten nahm die Rehabilitationsklinik Kandertal 1986/1988 die Arbeit mit der Behandlung von Patienten mit Erkrankungen der Verdauungs- und Atmungsorgane sowie des Stoffwechsels auf.
Die LVA baute die Rehaklinik Kandertal zu einem Zentrum für psychosomatische Rehabilitation aus. 1994 wurde sie von der Freiburger Kur + Reha GmbH übernommen, die die Klinik modernisierte und 2005 einen zusätzlichen Schwerpunkt auf die Rehabilitation für Familien setzte.
Die Fachklinik am Blauen wurde bereits 1980 zu einer Fachklinik für Abhängigkeitserkrankungen und 1982 in Rehabilitationsklinik Birkenbuck umbenannt.
Seit 2013 gehören beide Fachkliniken zur gemeinnützigen Kur + Reha GmbH aus Freiburg, die der größte Arbeitgeber in der Gemeinde ist, wobei etwa 2/3 der Arbeitsplätze von Einwohnern und der Rest durch Pendler eingenommen wird.

### Geschichte der Steinindustrie in Malsburg

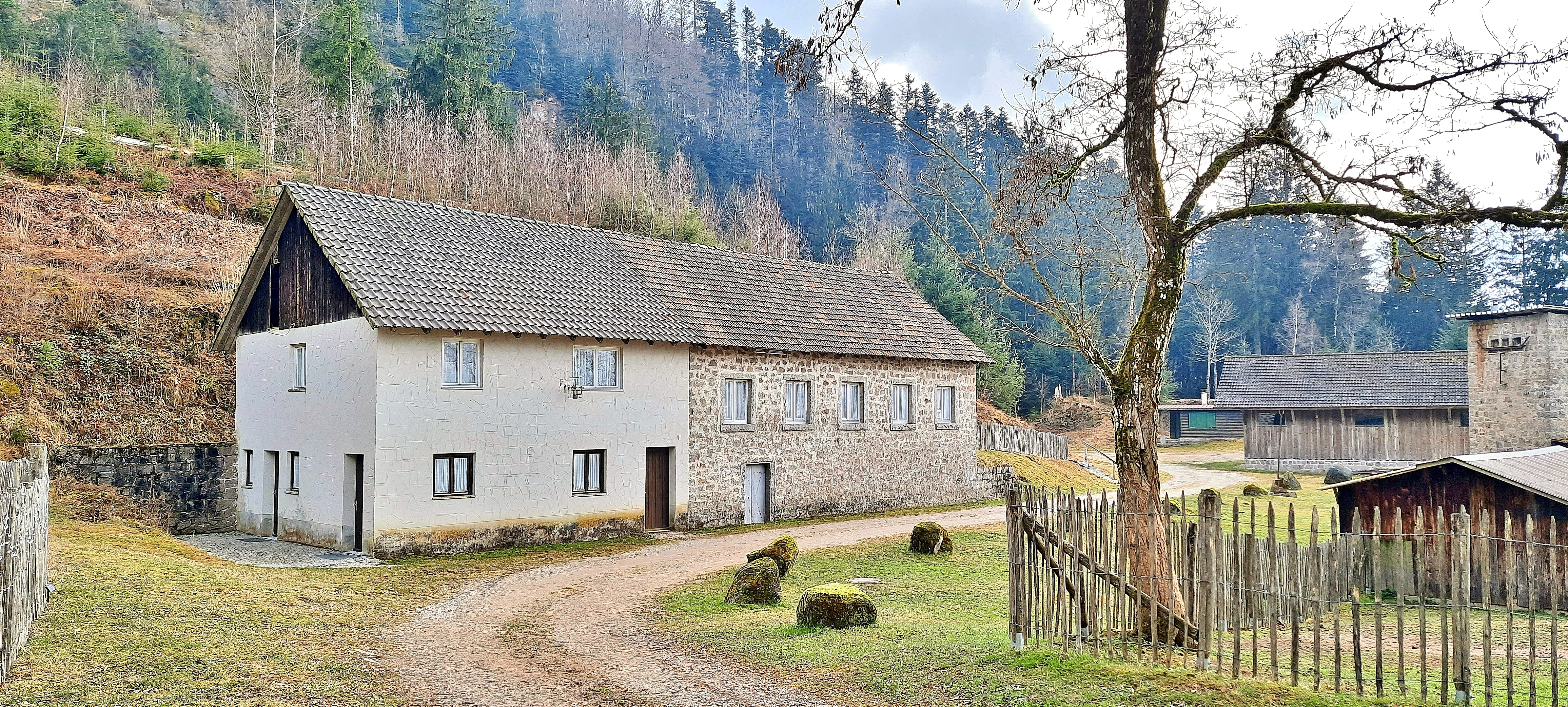
Ehemalige Kantine des Steinbruchs Am Gleichen.

Bis zum Bau der Talstraße von Kandern nach Marzell im Jahre 1875 „gab es im engen Tal nur einen schmalen, gewundenen Saumpfad für Fußgänger und Tragtiere.“
1890 begann in Malsburg der Abbau von Granit in größerem Ausmaß mit dem Steinbruch oberhalb Lütschenbach, dem alsbald Steinbrüche in den Gewannen Kanderrain und Sigisrain (1900) folgten. 1895 wurde die Kandertalbahn in Betrieb genommen, womit ein effizienter Transport von Kandern nach Basel möglich war. Der Transport von Malsburg nach Kandern erfolgte zunächst mit Pferdefuhrwerken. Es gab Diskussionen über eine Verlängerung der Kandertalbahn bzw. eine Nebenbahn von Kandern bis zu den neuen Lungensanatorien oberhalb Marzell oder gar einen Anschluss an die Bahnlinie Müllheim-Badenweiler,㈜ die aber wegen der hohen Investitionskosten und der fehlenden Rentabilität für den laufenden Betrieb zu keinem Ergebnis führten.
1903 stellten die Granitwerke Meyer & Bohrmann einen ersten Antrag zum Bau einer Bahn um die Granitsteine von Malsburg nach Kandern zu transportieren. Die schweren Fuhrwerke verursachten beständig Straßenschäden für deren Behebung die Granitwerke mit aufkommen mussten und der Transport war beschwerlich und langsam, was die Expansion der Steinindustrie hemmte. Die Granitwerke brachten etwa die Hälfte des gesamten Güteraufkommens der Kandertalbahn.
Am 19. August 1905 erhielt die Schwarzwälder Granitwerke Meyer und Bohrmann die Staatsgenehmigung zum Bau und Betrieb einer Eisenbahn von der Bahnstation Kandern bis zu den Steinbrüchen in Malsburg und am 19. Oktober 1906 wurde schließlich mit dem Bau der Steintransportbahn begonnen.
Die private Schmalspurbahn wurde vom Bahnhof der Kandertalbahn durch die Kanderener Hauptstraße und dann weitgehend auf der Talstraße nach Malsburg als Straßenbahn geführt. Die auch „Steinbähnle“ genannte Bahn, war im ganzen Großherzogtum Baden die einzige mit einer Spurbreite von 900 mm.
Die Bahn nahm 17. Juli 1907 den regelmäßigen Pendelverkehr auf und wurde 1919 eingestellt; der Transport von Malsburg nach Kandern wurde nun von Lastwagen übernommen. Für den Transport vom Steinbruch oberhalb Lütschenbach nach Malsburg wurde eine Seilbahn errichtet. Die Seilbahn hatte eine Länge von etwa 1,3 Kilometern und überwand einen Höhenunterschied von ca. 300 Metern. Diese Seilbahn ersetzte die Pferdefuhrwerke, die bisher die Strecke vom Lütschenbacher Steinbruch (Steinbruch am Gleichen) bis zur Verladestation beim Gasthof Kranz in Malsburg bewältigen mussten. (Zur heutigen Steinindustrie siehe #Wirtschaft.)

## Bevölkerung

### Einwohnerentwicklung

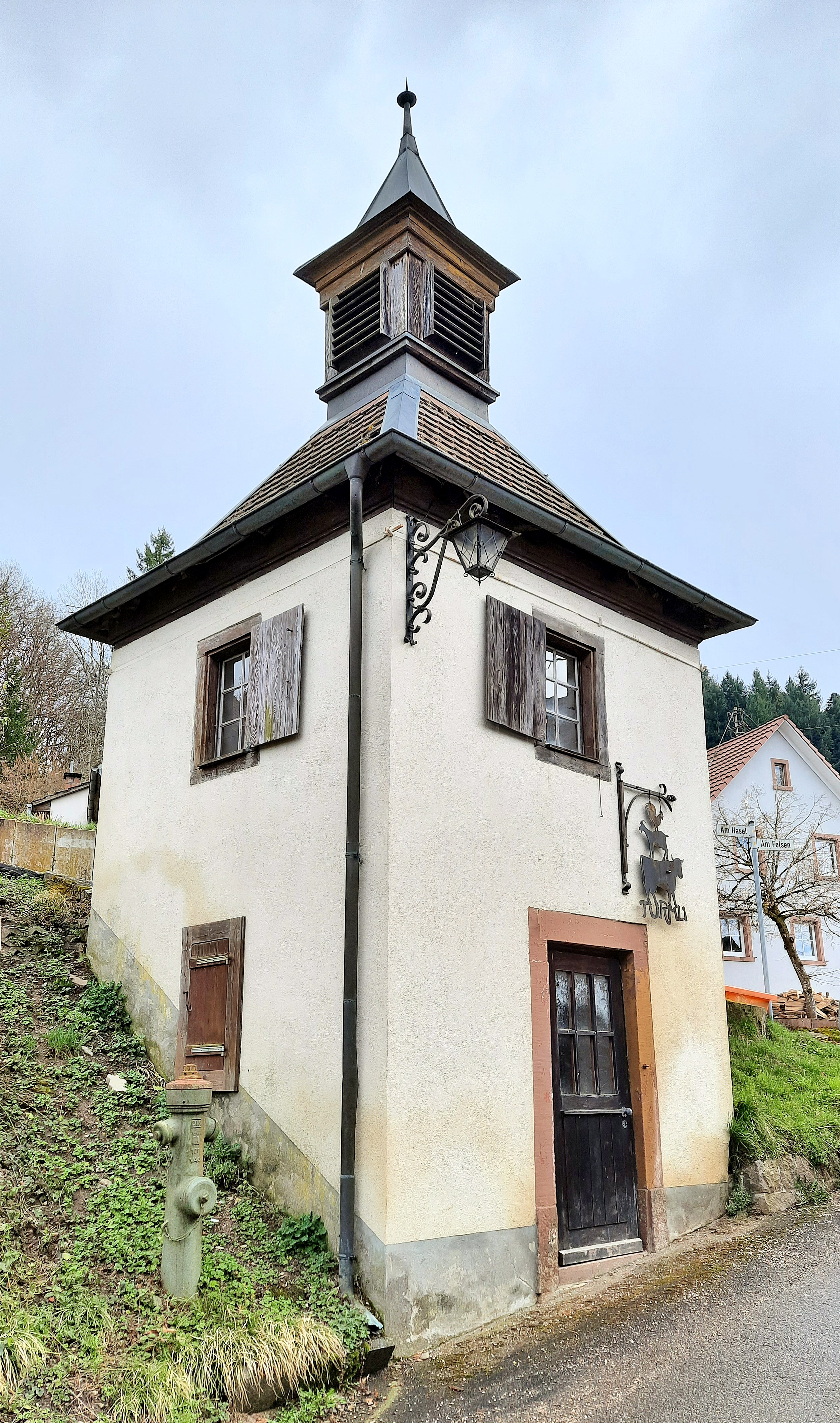
„Türmli“ in Malsburg

Die Zahl der Einwohner von Malsburg-Marzell entwickelte sich wie folgt:
| Jahr | Einwohner Malsburg | Einwohner Marzell | Einwohner gesamt |
| ---- | ------------------ | ----------------- | ---------------- |
| 1852 | 919                | 534               | 1453             |
| 1871 | 955                | 463               | 1418             |
| 1880 | 892                | 442               | 1334             |
| 1890 | 828                | 411               | 1239             |
| 1900 | 999                | 546               | 1545             |
| 1910 | 1000               | 929               | 1929             |
| 1925 | 908                | 546               | 1454             |
| 1933 | 922                | 582               | 1504             |
| 1939 | 905                | 666               | 1571             |

| Jahr | Einwohner Malsburg | Einwohner Marzell | Einwohner gesamt |
| ---- | ------------------ | ----------------- | ---------------- |
| 1950 | 959                | 677               | 1636             |
| 1956 | 911                | 666               | 1577             |
| 1961 | 898                | 755               | 1653             |
| 1970 | 934                | 766               | 1700             |
| 1980 | nv                 | nv                | 1408             |
| 1990 | nv                 | nv                | 1605             |
| 2000 | nv                 | nv                | 1555             |
| 2010 | nv                 | nv                | 1507             |
| 2020 | nv                 | nv                | 1467             |

Die stark ansteigenden Einwohnerzahlen um 1900 in Malsburg und 1910 in Marzell werden auf die große Anzahl italienischer Arbeiter in den Granitsteinbrüchen bzw. beim Bau der Kliniken zurückgeführt.

### Religion
Im Zuge der Reformation im Markgräflerland wurde im oberen Kandertal – wie in der gesamten Markgrafschaft Baden-Durlach – 1556 die Reformation durchgeführt. Seither sind die Gemeinden überwiegend evangelisch geprägt. Die evangelische Kirchengemeinde Am Blauen gehört seit 2017 zum Distrikt Oberes Kandertal der Evangelischen Landeskirche in Baden. Die römisch-katholische Pfarrei gehört zur Seelsorgeeinheit Kandern-Istein im Dekanat Wiesental der Erzdiözese Freiburg.

## Politik

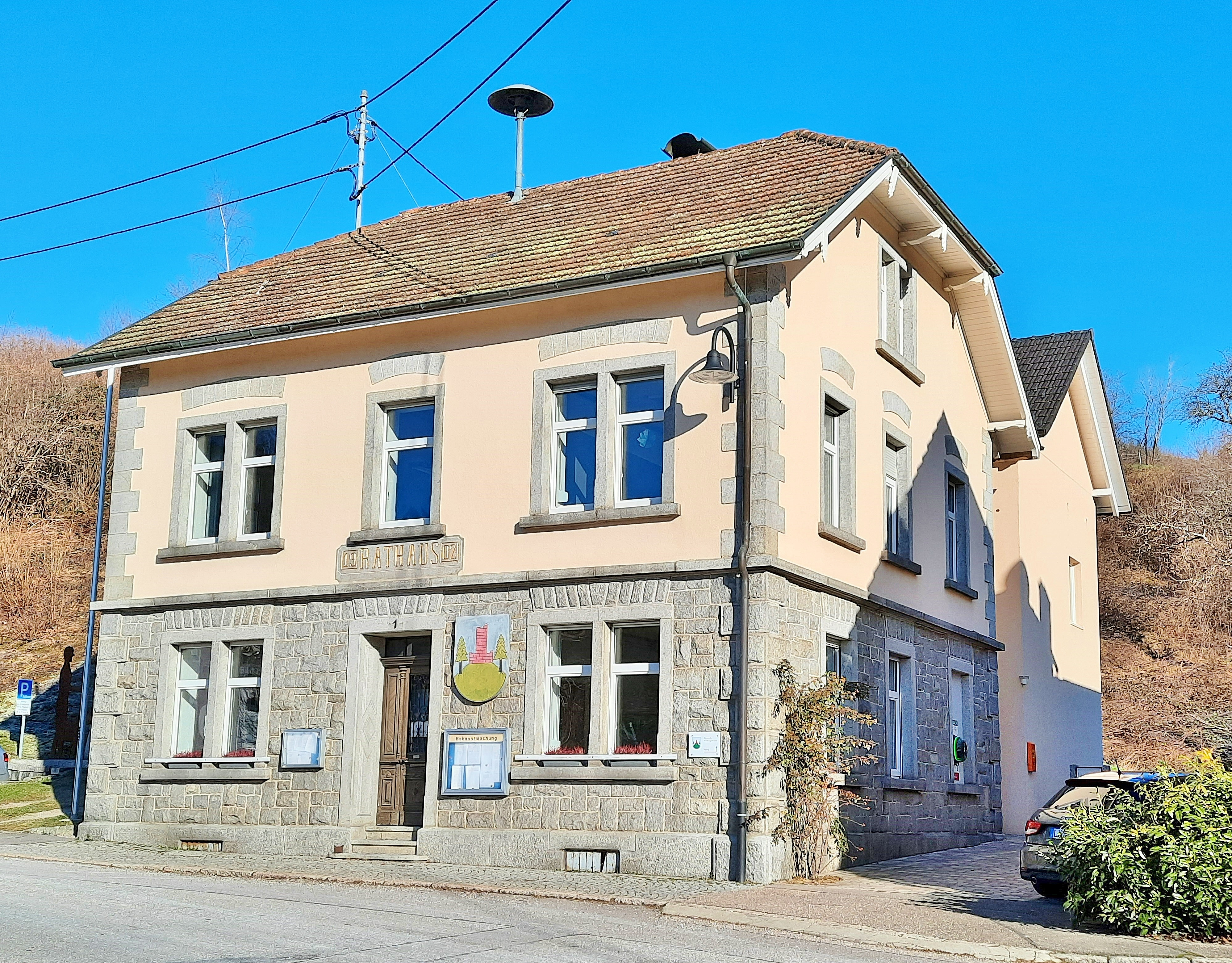
Rathaus Malsburg-Marzell im Ortsteil Malsburg

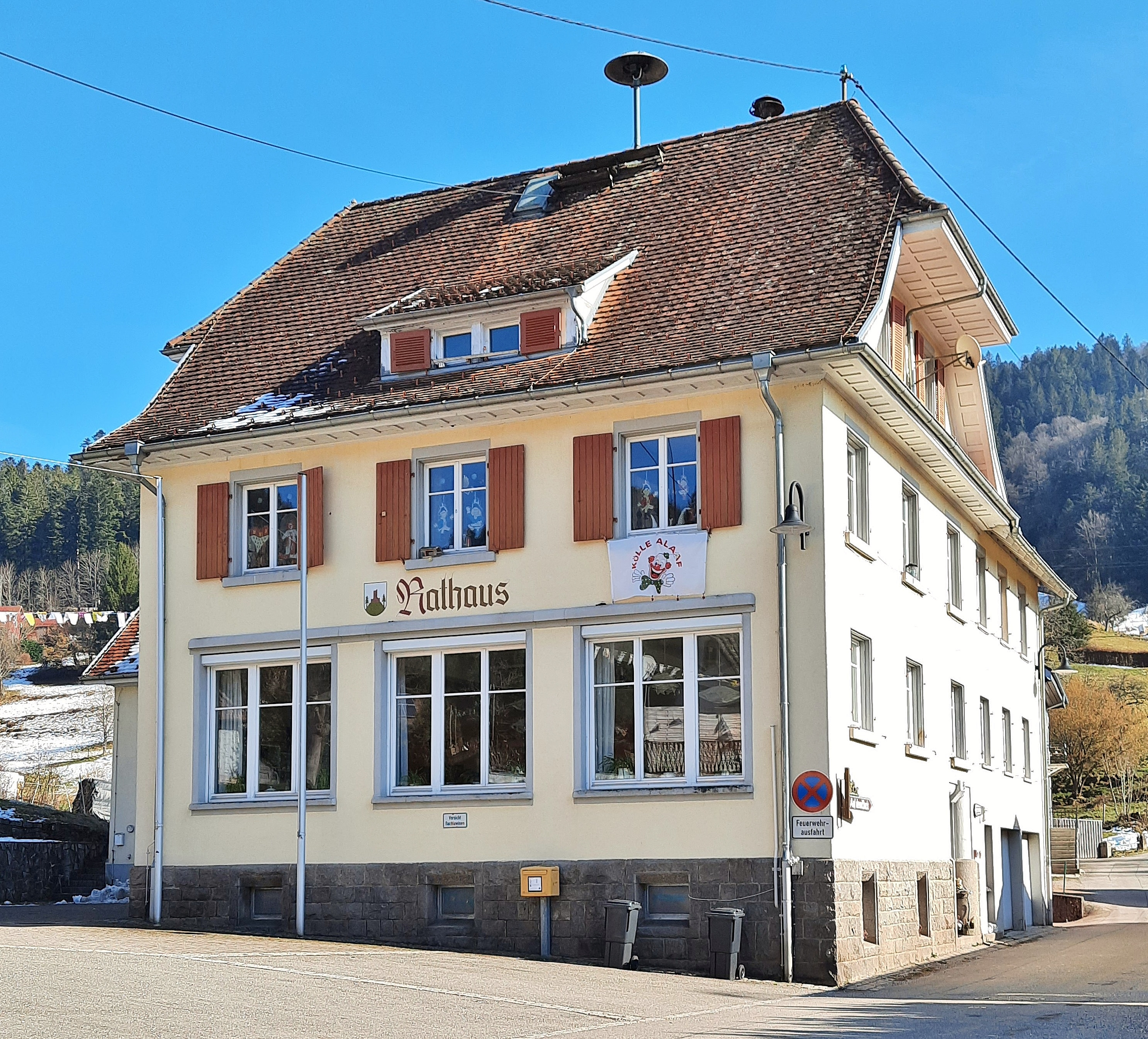
Ehemaliges Rathaus im Ortsteil Marzell

### Verwaltungsgemeinschaft
Malsburg-Marzell bildet mit der Stadt Kandern eine Vereinbarte Verwaltungsgemeinschaft. Die öffentlich-rechtliche Vereinbarung über die Erfüllung der Aufgaben eines Gemeindeverwaltungsverbandes wurde am 19. Oktober 2023 erneuert.

### Gemeinderat
Der Gemeinderat Malsburg-Marzell besteht aus zehn ehrenamtlichen Gemeinderäten und dem Bürgermeister als Vorsitzendem. Der Bürgermeister ist im Gemeinderat stimmberechtigt. Bei der Kommunalwahl am 9. Juni 2024 wurde der Gemeinderat durch Mehrheitswahl gewählt. Mehrheitswahl findet statt, wenn kein oder nur ein Wahlvorschlag eingereicht wurde. Die Bewerber mit den höchsten Stimmenzahlen sind dann gewählt. Die Wahlbeteiligung betrug 66,8 % (2019: 68,2 %).

### Bürgermeister
Bürgermeister der Gemeinde ist Mario Thomas Singer. Sein Amtsvorgänger Gerd Schweinlin, dessen Amtszeit am 30. Juni 2018 endete, trat bei der Neuwahl zum Bürgermeister im April 2018 nicht mehr an. Am 29. April 2018 wurde im zweiten Wahlgang Mario Thomas Singer mit 45,02 % der gültigen Stimmen bei einer Wahlbeteiligung von 63,8 % zum neuen Bürgermeister gewählt, nachdem er mit 20,5 % der gültigen Stimmen im ersten Wahlgang noch Dritter von fünf Kandidaten gewesen war.

### Wappen
Blasonierung: „In Silber auf grünem Tafelberg eine rote Burgruine, rechts und links auf dem Hang je eine grüne Tanne mit schwarzem Stamm.“ Das Wappen wurde nach der Vereinigung der beiden Altgemeinden am 2. August 1974 durch das baden-württembergische Innenministerium verliehen. Im neuen Wappen wurden Elemente der Wappen der Altgemeinden abgebildet. „Die Burgruine stammt aus dem früheren Wappen von Malsburg, die Bäume aus dem von Marzell.“
Die Blasonierung des früheren Malsburger Wappens lautet: „In Blau auf grünem Tafelberg eine silberne Burgruine, im linken Obereck ein schwebendes silbernes Schildchen, darin ein aufgerichteter, goldengekrönter roter Löwe.“ Die Burgruine nimmt Bezug auf die nahegelegene Sausenburg, der rote Löwe war das Wappenbild der Landgrafschaft Sausenberg. Das Wappen wurde von der Gemeinde 1897 angenommen. Zuvor gab es auch andere Wappen- und Siegelbilder.
Die Blasonierung des früheren Marzeller Wappens lautet: „Unter blauem Wolkenschildhaupt in Silber ein steiler blauer Berg, rechts und links auf dem Hang je eine grüne Tanne mit schwarzem Stamm.“ Der blaue Berg symbolisiert den Hochblauen an dessen Fuß Marzell liegt. Das Wappen wurde von Gemeinde 1899 angenommen. Auch Marzell hatte zuvor ein anderes Siegelbild.

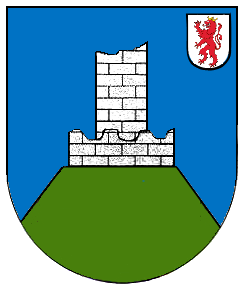
Malsburg
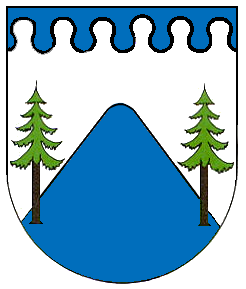
Marzell
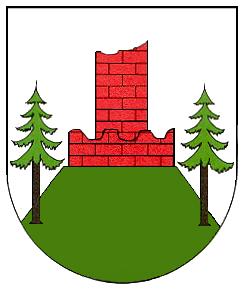
Malsburg-Marzell

## Kultur und Sehenswürdigkeiten
Die höchste Erhebung ist der Hochblauen, ein 1165 Meter hoher Berg mit einem Aussichts- und einem Sendeturm. In der Nähe des Teilortes Vogelbach befindet sich die Ruine Sausenburg. Der Geschichtsweg Bürgeln – Kaltenbach führt von dem im benachbarten Obereggenen liegenden Schloss Bürgeln zur alten Kirche im Ortsteil Kaltenbach.

### Kirchen
Im Ortsteil Kaltenbach steht die älteste Kirche, deren Ursprung im 11. oder 12. Jahrhundert liegt, die evangelische Michaelskirche. In Marzell steht die ebenfalls evangelische Martinskirche, die das erste Mal im 13. Jahrhundert genannt wurde; das heutige Bauwerk wurde in der zweiten Hälfte des 17. Jahrhunderts erbaut. Die Katholische Kirche Mariä Himmelfahrt stammt zwar aus den 1950er Jahren, passt sich stilistisch aber an die älteren Bauten an. Im westlichen Teilort Vogelbach steht die Nikolauskirche aus den 1770er Jahren.

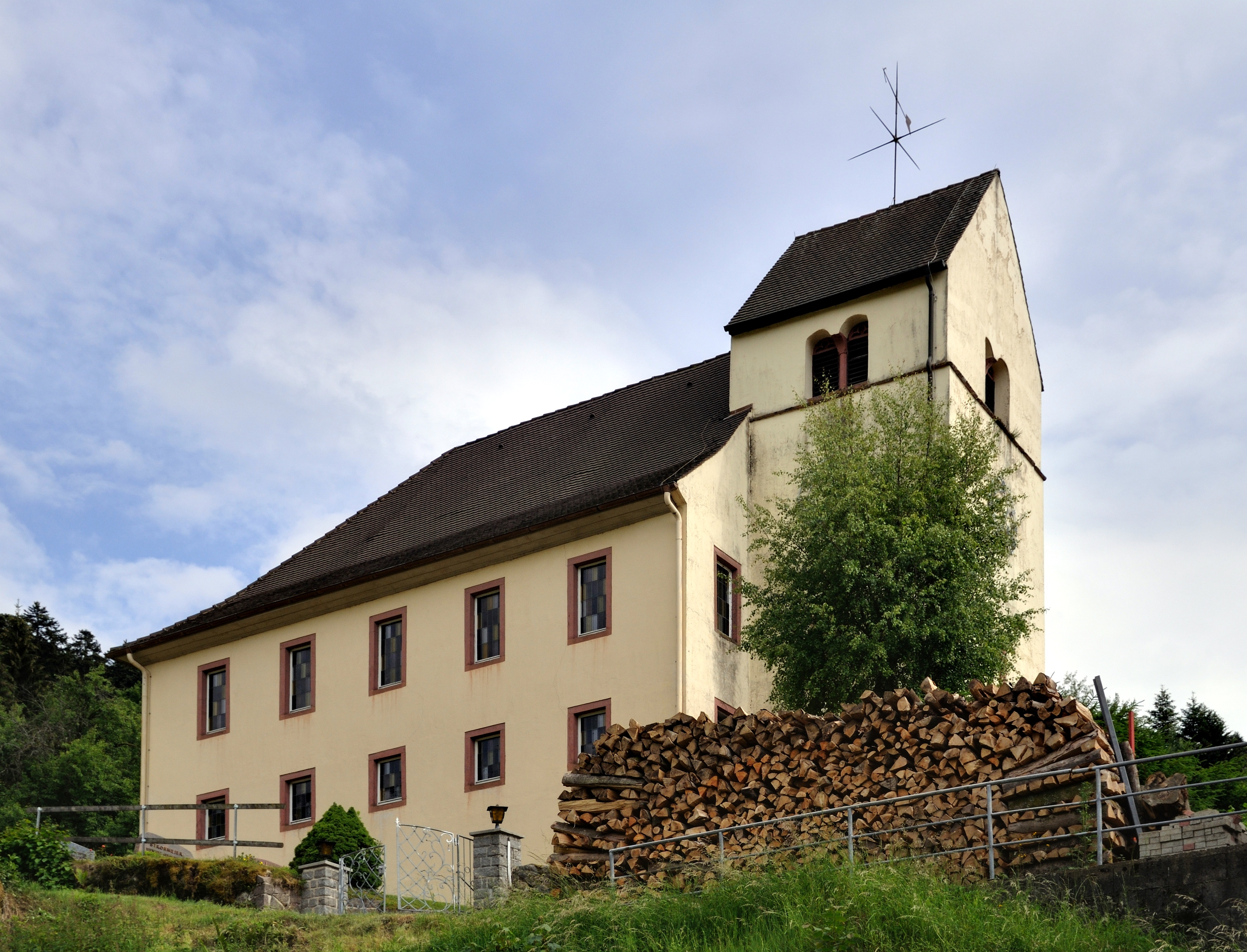
Michaelskirche in Kaltenbach
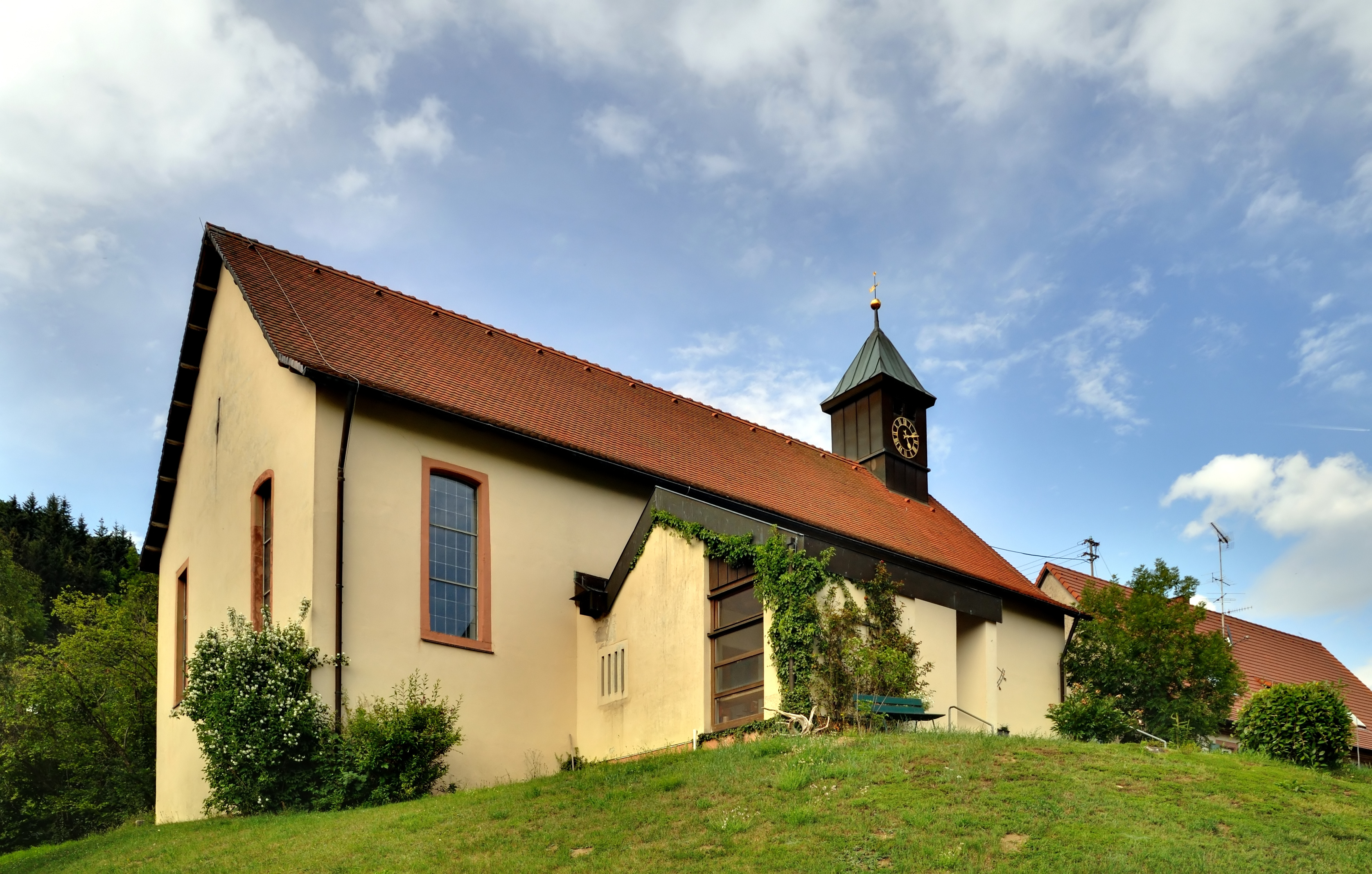
Nikolauskirche in Vogelbach
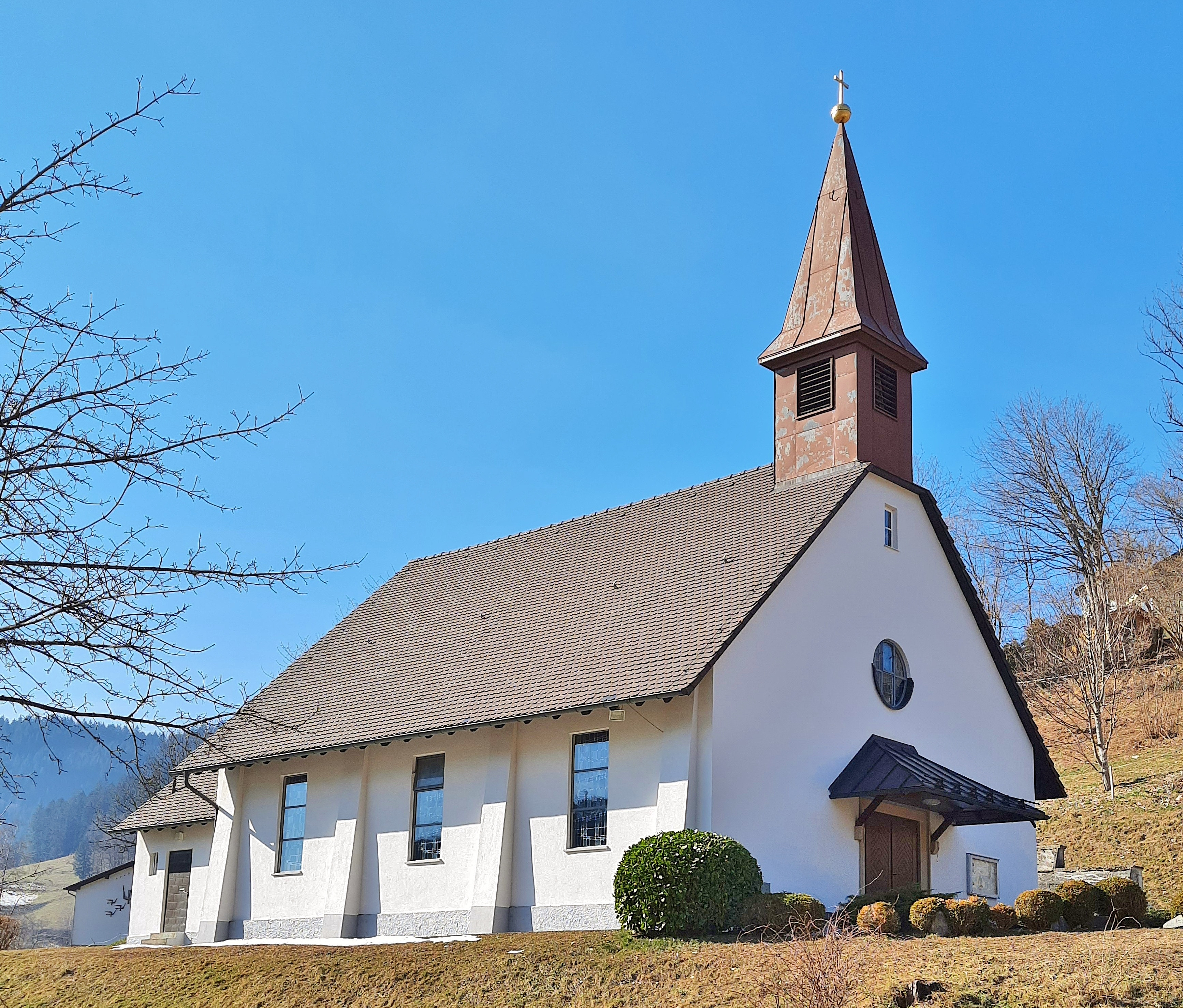
Mariä Himmelfahrt in Marzell
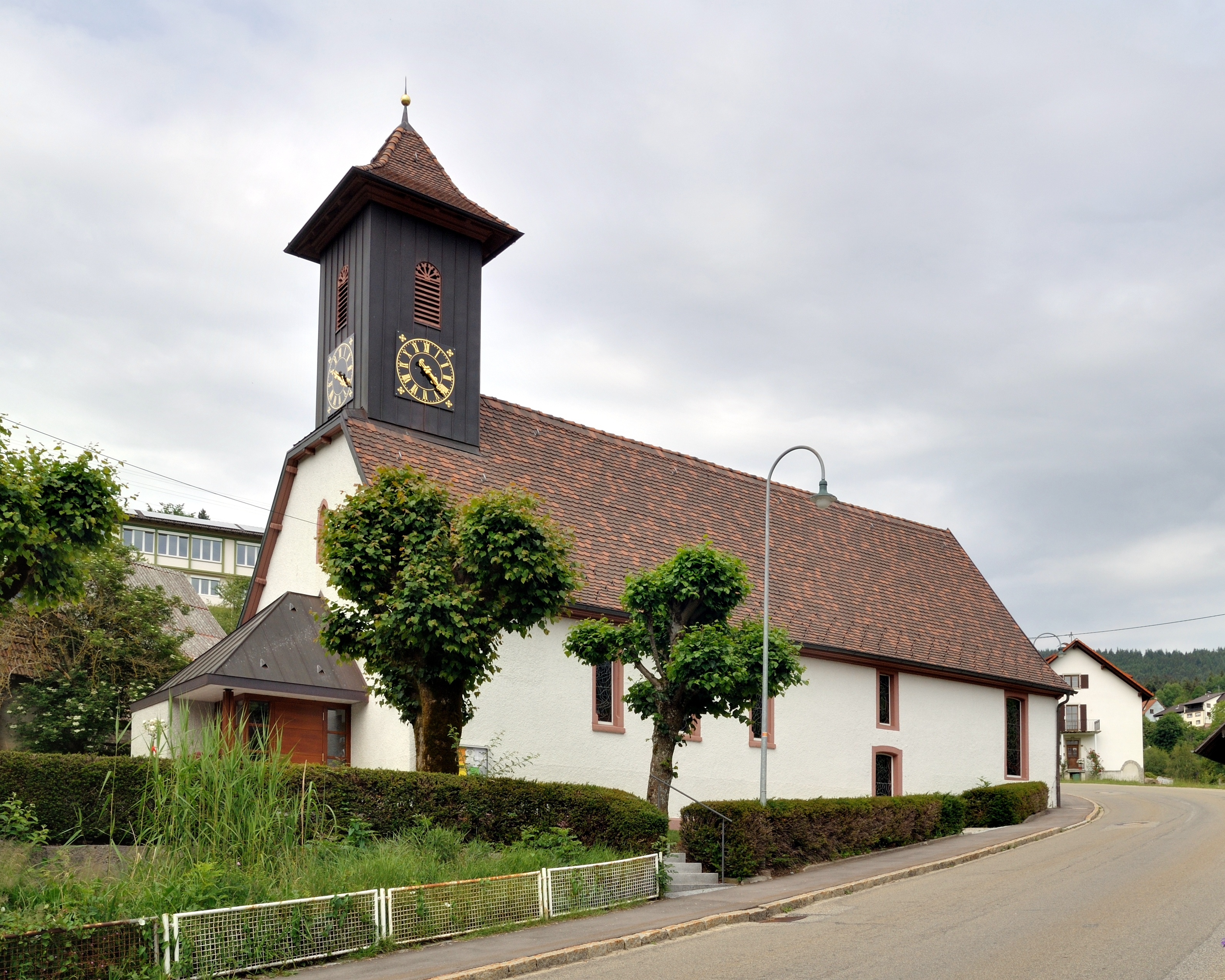
Martinskirche in Marzell

### Jugendraum Endstation Malsburg
Im Jahre 1994 bauten die Jugendlichen mit tatkräftiger Unterstützung der Handwerker im Ort ein kleines Gebäude außerhalb von Malsburg beim Gemeindebauhof.
Dieses Gebäude sollte künftig den Jugendraum beherbergen. Mehrere Generationen von Jugendlichen haben den Namen der Einrichtung bekannt gemacht: „Jugendraum Endstation Malsburg“. Regelmäßig werden in dem selbst tragenden Jugendraum Partys gefeiert.

### Natur
Malsburg-Marzell hat Anteil an den Landschaftsschutzgebiet Blauen. Um die Offenhaltung der Bergweiden kümmern sich mehrere Vereine. „Der Weide- und Landschaftspflegeverband Marzell gehört zusammen mit dem Malsburger Verband und der Kaltenbacher Weide- und Biotoppflegegemeinschaft zu den wichtigsten Landschaftspflegern im Tal.“ Seit 2022 gibt es zusätzlich den Weide- und Landschaftspflegeverein Lütschenbach Die Geissenhalter Hinteres Kandertal e. V. verfolgen ebenfalls dieses Ziel. Von 1987 mit Unterbrechungen bis 2019 veranstaltete der Verein zudem das Geißenfest im Lütschenbacher Steinbruch.

## Wirtschaft, Infrastruktur und Bildung

### Wirtschaft
Größter Arbeitgeber im Ort ist die Kur + Reha GmbH, die die beiden Fachkliniken (Rehaklinik Kandertal und Rehaklinik Birkenbuck) oberhalb Marzell betreibt. 

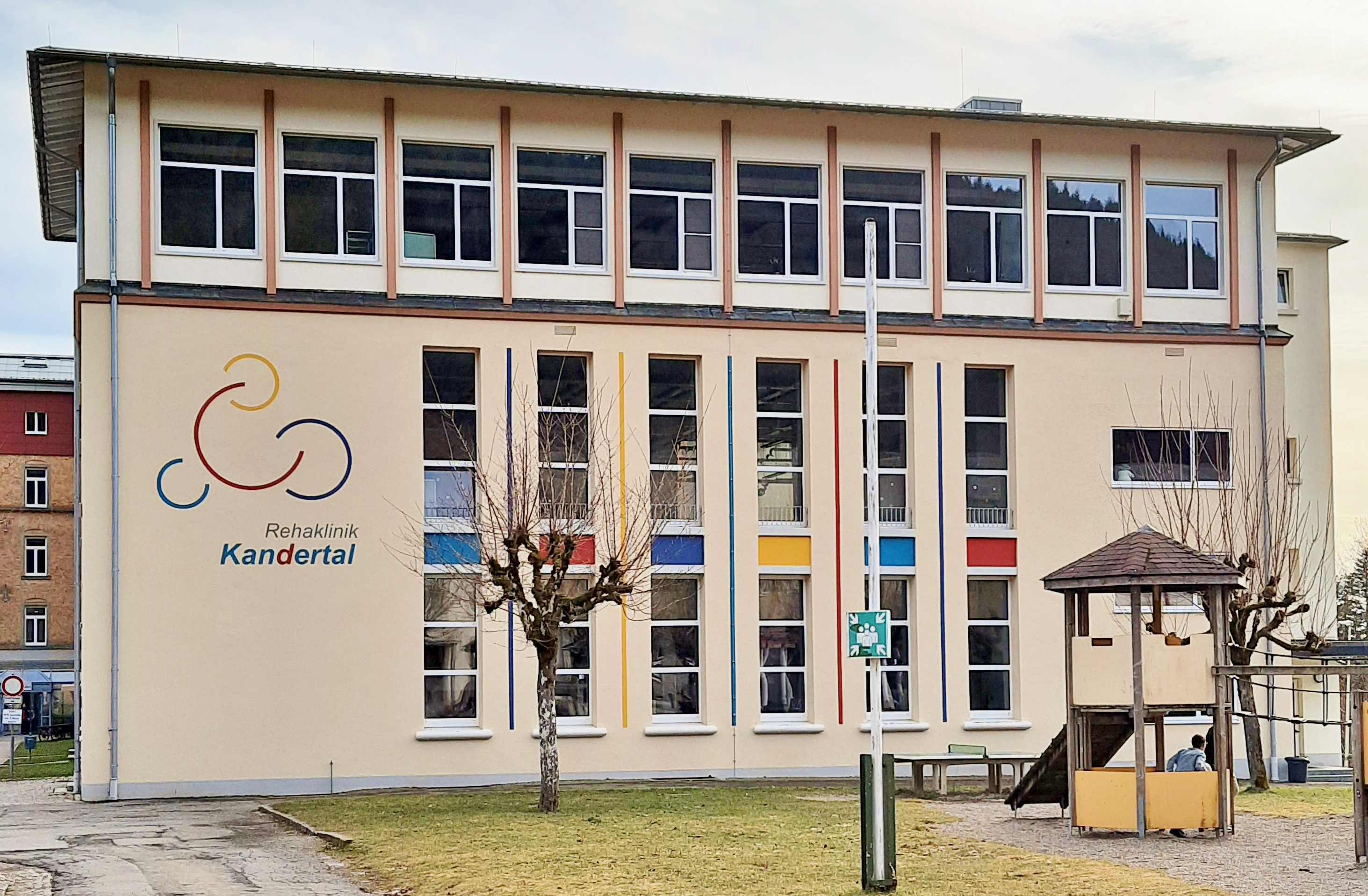
Gebäude der Rehaklinik Kandertal in Malsburg-Marzell.
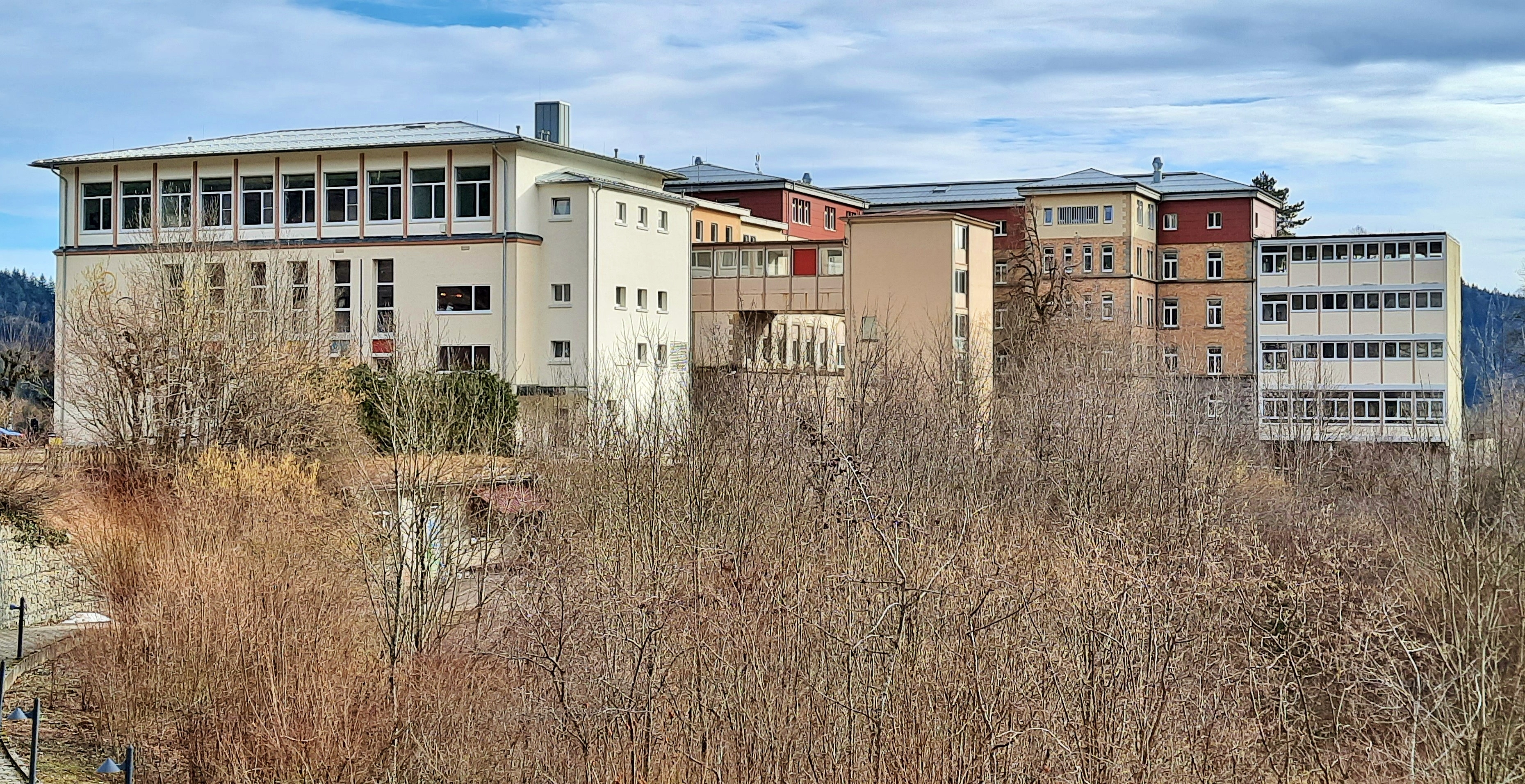
Gebäudekomplex der Rehaklinik Kandertal in Malsburg-Marzell von Norden.
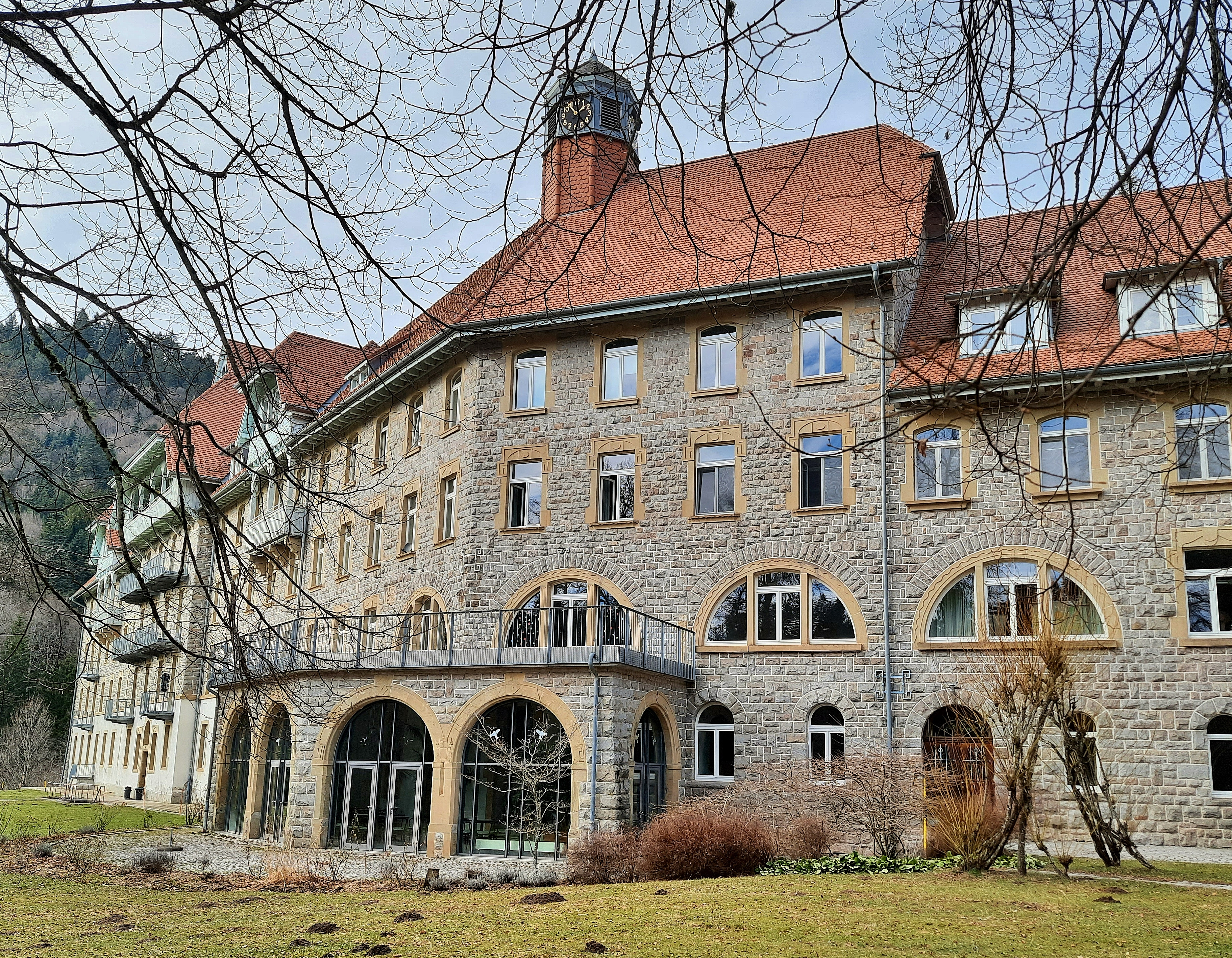
Gebäude der Rehabilitationsklinik Birkenbuck in Malsburg-Marzell (ehemaliges Luisenheim) von Süden.

Ein weiterer wichtiger Arbeitgeber ist der Granitsteinbruch der Alfred Dörflinger GmbH im Ortsteil Malsburg. Grundlage des Geschäfts ist eine nach dem Ort benannte Granitart, der Malsburger Granit, der auch in benachbarten Orten abbauwürdig vorkommt. „Südlich des Blauens nimmt er eine Fläche von ca. 110 km² ein.“
Der verbindliche Teilregionalplan Oberflächennahe Rohstoffe (2021) des Regionalverbandes Hochrhein-Bodensee weist Flächen in Lütschenbach und im Gewann Gritzeln als Vorrangflächen für den Abbau oberflächennaher Rohstoffe aus, wobei die bestehenden Abbaustandorte als Abbaugebiete und weitere potentiell abbauwürdige Flächen als Sicherungsgebiete für Plutonit (Granit gehört zur Gesteinsgruppe der Plutonite) ausgewiesen sind. Im Detail handelt es sich um folgende Vorranggebiete:
| Abk.      | Bezeichnung                     | Fläche (in Hektar) | Rohstofftyp                  | Abbau bereits im Gange |
| --------- | ------------------------------- | ------------------ | ---------------------------- | ---------------------- |
| LOE-03 AG | Malsburg-Marzell (Gritzeln)     | 4                  | Naturstein, Plutonit         | nein                   |
| LOE-05 SG | Malsburg-Marzell (Gritzeln)     | 7                  | Naturstein, Plutonit         | nein                   |
| LOE-06 SG | Malsburg-Marzell (Lütschenbach) | 7                  | Naturstein, Plutonit und NWS | nein                   |

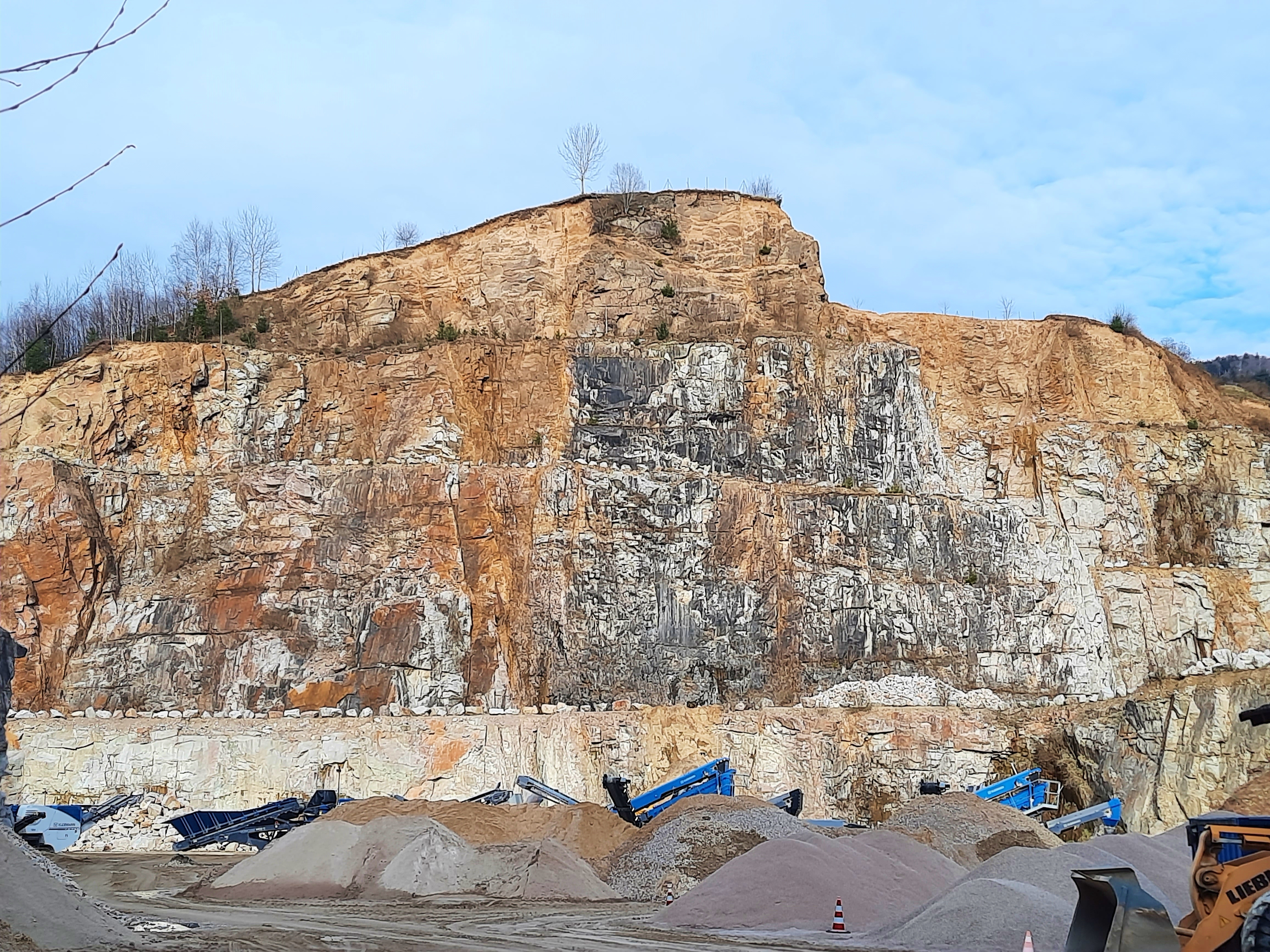
Steinbruch des Granitwerks Alfred Dörflinger in Malsburg „Siegisrain“.

AG = Abbaugebiet; SG = Sicherungsgebiet. NWS = Naturwerksteine Die Steinbrüche in den Gewannen Kanderain und Siegisrain (am nördlichen Ortsausgang von Malsburg) sind nicht mehr als Vorranggebiete ausgewiesen.
Die insgesamt 18 Hektar Vorrangfläche machen etwas mehr als 1 % der Gemarkung von Malsburg aus. Die Abbaureserven im Steinbruch „Siegisrain“ sind bald erschöpft. Die Firma Dörflinger beabsichtigt am südlichen Ortseingang (Gewann Gritzeln) den Abbau zunächst parallel zum Weiterbetrieb im Siegisrain aufzunehmen. „Geplant ist die Reaktivierung von mehreren kleineren Steinbrüchen an der Kreisstraße, die bis 1960 in Betrieb waren.“ (Siehe auch Geschichte der Steinindustrie in Malsburg)

### Bildungseinrichtungen und Veranstaltungsorte

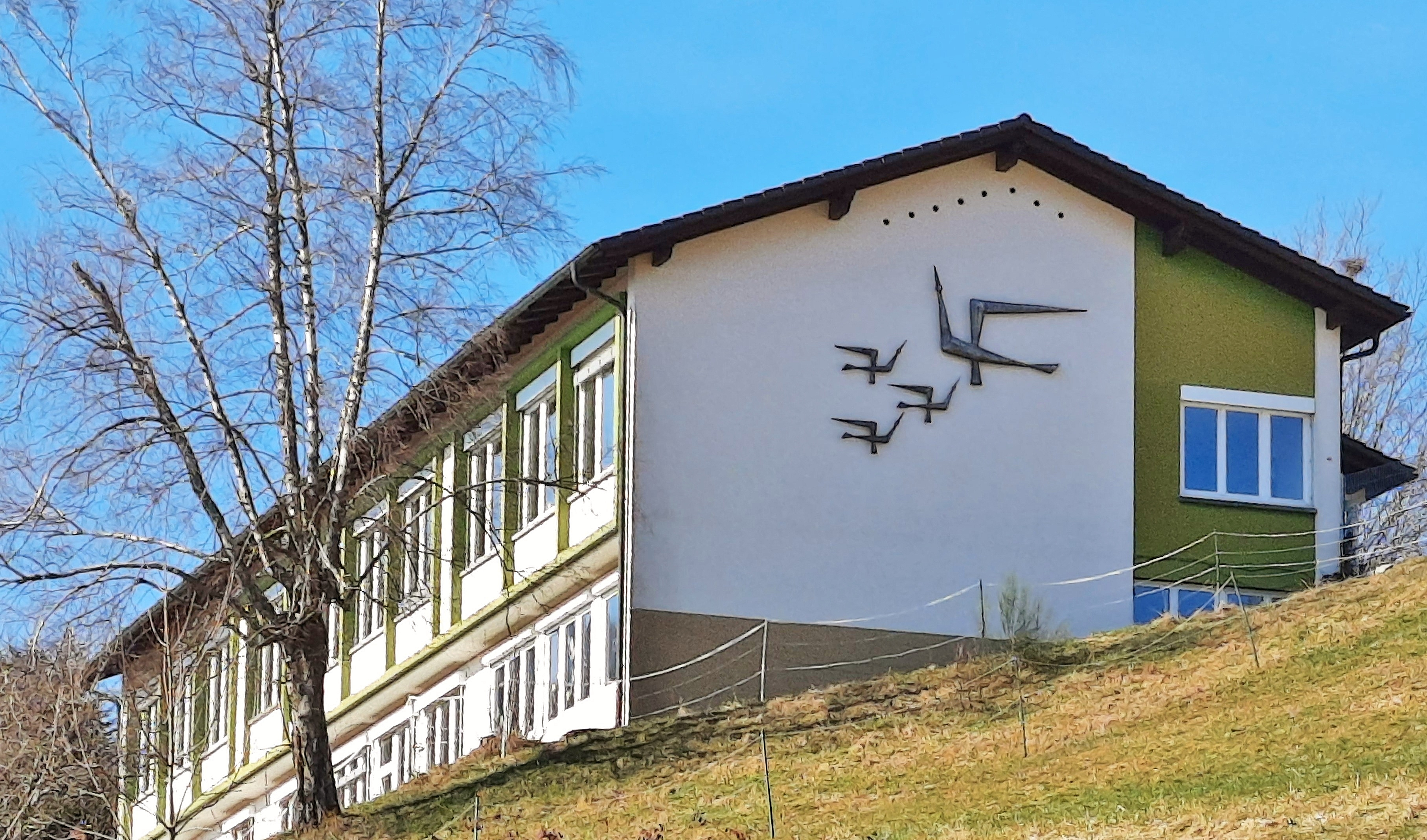
Grundschule Malsburg-Marzell im Ortsteil Marzell.

Im Ortsteil Marzell befinden sich der Evangelische Kindergarten Schwalbennest und die Grundschule Malsburg-Marzell. Im Ortsteil Kaltenbach ist das Berghaus Johannes – eine heilpädagogische Einrichtung für Kinder und Jugendliche mit geistiger Behinderung.
Mit der Stockberghalle und der Gmeistube (altes Rathaus) in Marzell, sowie dem Bürgerhaus Edenbach unterhält die Gemeinde drei kommunale Veranstaltungsorte.

### Verkehr
Das obere Kandertal wird durch die Kreisstraße K 6350 erschlossen, die von Kandern bis zur Abzweigung Lipple führt und dort von der Landesstraße L 140 aufgenommen wird, die in nördlicher Richtung über den Egertenpass nach Badenweiler führt bzw. in südlicher Richtung über den Lipplepass ins Kleine Wiesental nach Wies. 
Malsburg-Marzell ist im ÖPNV durch die Linie 210 des Regio Verkehrsverbundes Lörrach (RVL) erreichbar, die bis zur Rehaklinik Kandertal fährt.

## Persönlichkeiten
- Hans-Wolfgang Heidland (1912–1992), Landesbischof der Evangelischen Landeskirche in Baden; nach der Pensionierung 1980–1982 Pfarrer in Kandern, wurde in Vogelbach beigesetzt.